# Positech Games
Positech Games es una empresa desarrolladora de videojuegos independiente del Reino Unido. La empresa fue fundada en 1997 y pertenece al exprogramador de Lionhead Cliff Harris. Ha publicado un número de videojuegos para PC. Una de las más notables publicaciones de Positech es el videojuego de estrategia de política por turnos Democracy. Positech es conocida por hacer videojuegos de simulación complejos, al contrario de los videojuegos arcade o de puzles hechos por la gran mayoría de las pequeñas desarrolladoras de videojuegos casuales.
Harris ha sido, y continúa siendo, un abierto crítico de las prácticas laborales de la industria principal de los juegos "triple A", particularmente por su cultura de largas horas y su carencia de contacto entre los desarrolladores y los jugadores. En agosto de 2008, Cliff escribió una entrada en su blog dirigida a los piratas preguntándoles por qué pirateaban sus juegos. La respuesta fue abrumadora, resultando en miles de posts en sitios como Digg, Slashdot y Reddit. A manera de respuesta, Cliff prometió reducir los precios de sus videojuegos, no usar ningún tipo de gestión digital de derechos (DRM), que ya habían sido eliminados de los videojuegos anteriores de Positech, y hacerse cargo de las preocupaciones de los "piratas" sobre el peso de los demos y calidad de los videojuegos.

## Videojuegos
- Democracy
- Democracy 2
- Democracy 3
- Asteroid Miner (también conocido como Star Miner)
- Kombat Kars
- Kudos
- Minefield
- Kudos: Rock Legend
- Saucer Attack
- Space Battle 3001
- Starship Tycoon
- Kudos 2